# Елмира Назирова
Елмира Мирзарза гизи Назирова (на азербайджански: Elmira Mirzərza qızı Nəzirova) е съветска, азербайджанска и израелска пианистка, композиторка и музикална педагожка.

## Биография
Назирова е родена на 30 ноември 1928 г. в Баку, в семейството на лекаря академик Мирза Рза и известната пианистка и преподавателка Лейла Мурадова. Родителите ѝ са от азербайджанско-грузинско-еврейски произход.
В младостта си е смятана за дете-чудо и е приета в музикалното училище към Азербайджанската консерватория, в отделна група за даровити деца, заедно с бъдещите известни пианисти Чингиз Садихов и Бела Давидович, която по-късно става професор и лауреат на Международния конкурс за пианисти „Шопен“.
Първите професионални постижения на Елмира са толкова впечатляващи, че през 1942 г., само на 14-годишна възраст, е поканена да се присъедини към Съюза на композиторите на Азербайджан, по личната препоръка на Узеир Хаджибеков. През 1944 г. представя своите клавирни прелюдии на „Десетилетието на музиката на кавказките републики“ в Тбилиси, където талантът ѝ като пианист и композитор е високо оценен от много видни музиканти, включително Райнхолд Глиер. Узеир Хаджибеков, почитан в Азербайджан като основоположник на класическата музика в страната, я насърчава да продължи образованието си в Московската консерватория. През 1947 г. Елмира е приета в нея в класа по пиано на Яков Зак и по композиция на Дмитрий Шостакович. Учи при Шостакович до 1948 г, когато той обвинен във формализъм и уволнен.
През 1948 г. Назирева се омъжва за Мирон Фел, студент в азербайджанския медицински институт, по-късно станал професор по психиатрия. Семейството се завръща в Баку, където тя продължава обучението си в Бакинската консерватория в класа по пиано на Георгий Шароев и по композиция на Борис Зейдман. Завършва консерваторията през 1950 г. със специалност пиано и през 1954 със специалност композиция.
През 1952 г. Шостакович посещава Баку два пъти – през март участва в концерт на собствени творби, а по-късно през декември присъства на премиерата на балета „Седем красавици“ от Кара Карайев, бивш негов студент и близък приятел. На свой ред Елмира заминава за Москва, за да участва в различни проекти, организирани от Съюза на съветските композитори. Връзката между Назирова и Шостакович еволюира по това време в нова и непрекъснато нарастваща интелектуална близост.
През 1951 г., заедно с руския виолончелист Святослав Кнушевицки, Назирова изпълнява своята Соната за виолончело в Малката зала на Московската консерватория. През същата година започва да преподава пиано в Азербайджанската консерватория. От 1953 г. е член на Съюза на композиторите на СССР и Съюза на композиторите на Азербайджан. През 1971 г. става професор в същата консерватория, а през 1972 г. е назначена за декан на Катедрата по пиано. Нейната дейност получава официално признание и през 1964 г. е удостоена със званието „Заслужил деец на изкуството на Азербайджан“.
През 1990 г. семейството се изселва в Израел, където Елмира Назирова продължава активна преподавателска и социална дейност. Нейните ученици представят културата на Азербайджан в различни страни и между тях има победители в редица международни конкурси. Елмира активно помага на съпруга си, професор Мирон Фел, да създаде „Хайфа-Баку“, една от първите организации за емигрирали от Азербайджан в Израел, а след това и AZIZ (Азербайджанска интернационална организация). Тя остава дъщеря на Азербайджан, пропагандирайки активно историята, културата и изкуството на родната си страна сред израелците.
През 2004 г. в Азербайджанската държавна филхармония „Муслим Магомаев“ е отбелязана 75-годишнината на Елмира Назирова. Пианистката е наградена с орден „Почетен знак“ на СССР.
Елмира Назирова умира на 23 януари 2014 г. в град Хайфа, Израел. Оставя две деца, четирима внука и два правнука. Синът ѝ е талантливият композитор Елмар Фел, а един от внуците ѝ е известният американски джазмен Тимур Фел.

## Шостакович
На 4 април 1953 г. Елмира получава първото писмо от Шостакович, в което той споменава за грешки, допуснати при отпечатването на първото издание на неговите Прелюдии и фуги. То поставя началото на кореспонденция, която продължава три години и половина. Шостакович споделя свои философски размишления за живота и същността на творчеството на композитора. Но преди всичко тези писма отразяват дълбоките му и сложни чувства, в които възхищението към Назирова е съчетано с най-дълбоко уважение и признателност за нейните професионални способности и успех. Той изразява големия си интерес към произведенията, които Назирова композира по това време – Вариации за пиано, етюди, концерт за пиано и други и подчертава силната си вяра в нея като даровит композитор.
Шостакович описва чувствата си към Елмира като „най-важното събитие“ в живота му по това време (писмо от 25 юли 1953 г.). На 2 ноември същата година ѝ пише „Липсваш ми много. Ако не мислиш негативно за мен, моля, пиши. Чувствам се много зле и разстроен. Една дума от теб ще ми помогне да се възстановя“. Той цени нейното мнение за собствените му композиции: "Бих искал да ви покажа онези мои творби, които вероятно не познавате. И ще се радвам да разбера Вашето мнение за тях“. В същото писмо я информира за започването на неговата Десета симфония. От този ден нататък честотата на тяхната кореспонденция се засилва. От 25 юни до 30 октомври Елмира получава 18 писма, в които композиторът ѝ разказва за всяка стъпка от работата си по симфонията.
В писмо от 10 август 1953 г. Шостакович обяснява, че „чува“ музиката на алегретото насън. Единадесет дни по-късно тя получава новината, че той е изобразил нейното име в мелодията. Въвел е два редуващи се музикални сигнатури – неговите инициали D-Es-C-H и нейните E-A-E-D-A. В писмата си описва точно как е стигнал до всяка буква от нейното име. Преди писмата да станат известни, в продължение на години много критици се озадачават от тези доминиращи музикални фрази. Някои анализатори предполагат, че това са разговори, други ги тълкуват като описание на природата, а трети, макар и неубедително, ги описват като портрет на Сталин.
След Десетата симфония с течение на времето кореспонденцията помежду им намалява. През 1954 г. Елмира получава само 5 писма, през следващите 2 години само по едно всяка година. В последното си писмо от 13 септември 1956 г. Шостакович я информира за брака си с Маргарита Кайнова. Днес тези писма се намират у наследниците на Шостакович САЩ.

## Творчество
За Назирова средата на 1950-те години е период на важни професионални постижения. Тя участва в продължителни турнета като пианистка, пътувайки през Русия, Грузия, Полша, Чехословакия, Египет и Ирак, като свири с различни оркестри и диригенти – азербайджанеца Ниязи, украинеца Натан Рахлин, руснака Абрам Стасевич, поляка Роберт Сатановски.
Назирова постига успехи и като композитор. В работите си комбинира елементи от азербайджанската народна музика, включително форми на мугхам, с влияния от руската школа по пиано, в традициите на Сергей Рахманинов и Александър Скрябин. Концертът ѝ за пиано на арабски теми и „Албанска рапсодия за две пиана“, и двете в съавторство с Фикрет Амиров, както и нейните „Етюди“, са признати за значими в развитието на музиката в Азербайджан. Пише още „Детски пиеси“, Прелюд №4, музика към филми и театрални постановки. Нейните многобройни прелюдии, сонати, обработки на азербайджански народни песни, етюди и вариации са изпълнявани от известни музиканти и симфонични оркестри от различни страни.
Някои произведения
- 1940 – Романс за виолончело и пиано
- 1942 – Струнен квартет No1
- 1944 – 12 прелюдии за пиано
- 1947 – 5 прелюдии за пиано
- 1949 – Струнен квартет No2
- 1952 – Соната за цигулка и пиано
- 1952 – Соната за виолончело и пиано
- 1953 – 4 етюда за пиано
- 1953 – Вариации за пиано
- 1953 – Увертюра за оркестър
- 1953 – Струнен квартет No3
- 1954 – Концерт №1 за пиано и симфоничен оркестър
- 1954 – Сонатина за пиано
- 1955 – „Албанска рапсодия за две пиана“ (с Фикрет Амиров)
- 1955 – Азербайджански народни песни за пиано
- 1957 – 5 детски пиеси
- 1957 – Концерт №2 за пиано на арабски теми (с Фикрет Амиров)
- 1958 – Елегия за цигулка и пиано
- 1962 – Азербайджански народни песни за пиано
- 1963 – Азербайджански народни песни за пиано
- 1968 – Концерт №3 за цигулка и пиано
- 1969 – Соната-поема